# De peus a terra, amb Zac Efron
De peus a terra, amb Zac Efron (títol original en anglès, Down to Earth with Zac Efron) és una sèrie documental web estatunidenca que es va estrenar a Netflix el 10 de juliol de 2020. És protagonitzada per Zac Efron i Darin Olien, que també actuen com a productors executius de la sèrie. El documental gira al voltant d'Efron i els seus viatges arreu del món a França, Puerto Rico, Londres, Islàndia, Costa Rica, el Perú i la Sardenya, i se centra en temes d'experiència de vida, natura, energia verda i pràctiques de vida sostenibles. Els crítics el descriuen com un to lleuger, però pesat en qüestionables consells de salut i de pseudociència. La primera temporada s'ha doblat al català per a TV3.
Una segona temporada filmada únicament a Austràlia es va emetre l'11 de novembre de 2022. La sèrie es va estrenar per televisió a The CW el 18 de juliol de 2023. Tanmateix, es va retirar de la programació després de dos episodis.

## Episodis
| Temporada | Temporada | Títol      | Episodis | Episodis | Dates d’estrena        | Dates d’estrena        |
| --------- | --------- | ---------- | -------- | -------- | ---------------------- | ---------------------- |
|           | 1         | –          | 8        | 8        | 10 de juliol de 2020   | 10 de juliol de 2020   |
|           | 2         | Down Under | 8        | 8        | 11 de novembre de 2022 | 11 de novembre de 2022 |

### Temporada 1 (2020)
| Núm. total | Núm. de la temporada | Títol         | Data d'estrena original | Data d'emissió a Catalunya (TV3) |
| ---------- | -------------------- | ------------- | ----------------------- | -------------------------------- |
| 1          | 1                    | «Islàndia»    | 10 de juliol de 2020    | 18 d'agost de 2023               |
| 2          | 2                    | «França»      | 10 de juliol de 2020    | 22 d'agost de 2023               |
| 3          | 3                    | «Costa Rica»  | 10 de juliol de 2020    | 23 d'agost de 2023               |
| 4          | 4                    | «Sardenya»    | 10 de juliol de 2020    | 24 d'agost de 2023               |
| 5          | 5                    | «Lima»        | 10 de juliol de 2020    | 25 d'agost de 2023               |
| 6          | 6                    | «Puerto Rico» | 10 de juliol de 2020    | 16 d'agost de 2023               |
| 7          | 7                    | «Londres»     | 10 de juliol de 2020    | 21 d'agost de 2023               |
| 8          | 8                    | «Iquitos»     | 10 de juliol de 2020    | 28 d'agost de 2023               |

### Temporada 2:Down Under(2022)
| Núm. total | Núm. de la temporada | Títol                      | Data d'estrena original |
| ---------- | -------------------- | -------------------------- | ----------------------- |
| 9          | 1                    | «Habitat Conservation»     | 11 de novembre de 2022  |
| 10         | 2                    | «Regenerative Agriculture» | 11 de novembre de 2022  |
| 11         | 3                    | «Great Barrier Reef»       | 11 de novembre de 2022  |
| 12         | 4                    | «Torres Strait»            | 11 de novembre de 2022  |
| 13         | 5                    | «Waste»                    | 11 de novembre de 2022  |
| 14         | 6                    | «Wildfire»                 | 11 de novembre de 2022  |
| 15         | 7                    | «Aboriginal Voices»        | 11 de novembre de 2022  |
| 16         | 8                    | «Eco Innovators»           | 11 de novembre de 2022  |